# Prova Rústica Tiradentes
Prova Rústica Tiradentes é uma tradicional corrida de rua realizada anualmente na cidade de Maringá, Paraná em homenagem ao patrono dos policiais militares do Brasil e mártir da Independência, Joaquim José da Silva Xavier, o Tiradentes.
A Prova ocorre desde 1975, sempre no fim do mês de abril, não necessariamente no dia 21, data em que Tiradentes morreu. O trajeto é de 10 mil metros no centro de Maringá, passando pelo principal ponto turístico da cidade, o Parque do Ingá.
Atualmente a prova reúne atletas de todo o Brasil, além de corredores estrangeiros, entre os competidores de elite que já disputaram a prova masculina estão o maratonista queniano Ben Kimutai Kimwole e os brasileiros Elenilson da Silva, ouro nos 10 mil metros e prata nos 5000 metros em Winnipeg 1999 e Vanderlei Cordeiro de Lima, bicampeão pan-americano e bronze em Atenas 2004 na Maratona. A categoria feminina também já contou com a participação de famosas atletas, como a medalhista pan-americana Márcia Narloch e a multi-campeã queniana Eunice Jepkirui Kirwa, sendo a última a atual recordista da prova, com o tempo de 32 minutos e 45 segundos cravado na edição de 2009.
Com a vinda cada vez maior de atletas de elite nacionais e estrangeiros a competição passou por mudanças, tais como a efetuação de exames antidoping e a melhoria na segurança. Tais avanços fizeram com que a prova entrasse no calendário oficial brasileiro de corridas de rua em 1997 e na categoria ouro da CBAt em 2012.
O evento não foi realizado nos anos de 2020, 2021 e 2022 devido à Pandemia de COVID-19.

## Vencedores
| Ano                                                           | Homens                     | País     | Tempo        | Mulheres                    | País     | Tempo        | Notas                                                                        |
| ------------------------------------------------------------- | -------------------------- | -------- | ------------ | --------------------------- | -------- | ------------ | ---------------------------------------------------------------------------- |
| 2023                                                          | Vestus Cheboi Chemjor      | Quénia   | 29:45        | Felismina Vendohali         | Angola   | 34:55        |                                                                              |
| Cancelado em 2020, 2021 e 2022 devido à Pandemia de COVID-19. |                            |          |              |                             |          |              |                                                                              |
| 2019                                                          | Willian Kibor              | Quénia   | 29:50        | Salomé Masobo               | Quénia   | 32:52        | William Kibor bicampeão                                                      |
| 2018                                                          | Dennis Kemboi B. Kusimba   | Quénia   | 30:16        | Joziane da Silva Cardoso    | Brasil   | 34:42        | Joziane bicampeã                                                             |
| 2017                                                          | Gilmar Silvestre Lopes     | Brasil   | 30:00        | Leah Jerotich               | Quénia   | 34:12        |                                                                              |
| 2016                                                          | Willian Kibor              | Quénia   | 29:21        | Joziane da Silva Cardoso    | Brasil   | 34:58        |                                                                              |
| 2015                                                          | Yohannes Bogale Meless     | Etiópia  | 29:22        | Tewabech Yemenu Demse       | Etiópia  | 34:12        |                                                                              |
| 2014                                                          | Timothy Kimeli             | Quénia   | 29:11        | Jane Jelagat Seurey         | Quénia   | 33:47        |                                                                              |
| 2013                                                          | Ismail Juma Gallet         | Tanzânia | 28:33recorde | Sara Ramadhani Makera       | Tanzânia | 33:39        |                                                                              |
| 2012                                                          | Stanley Kipchirchir Koech  | Quénia   | 28:48recorde | Paskalia Chepkorir Kipkoech | Quénia   | 33:05        | Primeira Prova homologada com Permit Ouro pela CBAt                          |
| 2011                                                          | Titus Kipkosgei Kibbi      | Quénia   | 30:12        | Josiane da Silva Cardoso    | Brasil   | 35:15        |                                                                              |
| 2010                                                          | Paulo Alves dos Santos     | Brasil   | 30:31        | Zelalem Bekele Abebe        | Etiópia  | 34:52        |                                                                              |
| 2009                                                          | Biwott Stanley Kipleting   | Quénia   | 29:18        | Eunice Jepkirui Kirwa       | Quénia   | 32:45recorde | Jepkirui Kirwa bicampeã                                                      |
| 2008                                                          | Kiprono Chemwolo Mutai     | Quénia   | 29:02recorde | Eunice Jepkirui Kirwa       | Quénia   | 33:07recorde | Recorde de Inscritos (3.700)                                                 |
| 2007                                                          | Vanderlei Cordeiro de Lima | Brasil   | 29:50        | Márcia Narloch              | Brasil   | 34:25        | Narloch tetracampeã                                                          |
| 2006                                                          | João Ferreira de Lima      | Brasil   | 29:33        | Marizete de Paula Rezende   | Brasil   | 35:00        | Marizete bicampeã                                                            |
| 2005                                                          | Ben Kimutai Kimwole        | Quénia   | 29:16        | Selma Candido dos Reis      | Brasil   | 34:37        |                                                                              |
| 2004                                                          | Rômulo Wagner da Silva     | Brasil   | 29:17        | Adriana Aparecida da Silva  | Brasil   | 35:17        |                                                                              |
| 2003                                                          | Rômulo Wagner da Silva     | Brasil   | 29:24        | Marizete de Paula Rezende   | Brasil   | 33:47        |                                                                              |
| 2002                                                          | Clodoaldo Gomes da Silva   | Brasil   | 29:38        | Maria Zeferina Baldaia      | Brasil   | 33:41        |                                                                              |
| 2001                                                          | Elenilson da Silva         | Brasil   |              | Leah Jebet Kiprono          | Quénia   |              | Elenilson tetracampeão                                                       |
| 2000                                                          | Adalberto Batista Garcia   | Brasil   |              | Márcia Narloch              | Brasil   |              | Narloch tricampeã                                                            |
| 1999                                                          | Elenilson da Silva         | Brasil   |              | Márcia Narloch              | Brasil   |              | Elenilson tricampeão Narloch bicampeã                                        |
| 1998                                                          | Elenilson da Silva         | Brasil   |              | Márcia Narloch              | Brasil   |              | Elenilson bicampeão                                                          |
| 1997                                                          | Elenilson da Silva         | Brasil   |              | Carmem de Oliveira          | Brasil   |              | Percurso volta a ter 10 mil metros Prova Entra no Calendário Oficial da CBAt |
| 1996                                                          | Adalberto Batista Garcia   | Brasil   |              |                             |          |              |                                                                              |
| 1995                                                          | Tomix Alves da Costa       | Brasil   |              |                             |          |              |                                                                              |
| 1994                                                          | Delmir Alves dos Santos    | Brasil   |              |                             |          |              | Prova passa a ter um percurso de 12 mil metros                               |
| 1993                                                          | Ronaldo da Costa           | Brasil   |              |                             |          |              |                                                                              |
| 1992                                                          | Roberto Pedro Dias         | Brasil   |              |                             |          |              |                                                                              |
| 1991                                                          | Luiz Antônio dos Santos    | Brasil   |              |                             |          |              |                                                                              |
| 1990                                                          | Gentil Custódio de Melo    | Brasil   |              |                             |          |              | Gentil bicampeão                                                             |
| 1989                                                          | Antonio Aparecido da Silva | Brasil   |              |                             |          |              |                                                                              |
| 1988                                                          | Luiz Vilmar Siguel         | Brasil   |              |                             |          |              |                                                                              |
| 1987                                                          | Nelson José Gomes          | Brasil   |              |                             |          |              | José Gomes bicampeão                                                         |
| 1986                                                          | Gentil Custódio de Melo    | Brasil   |              |                             |          |              |                                                                              |
| 1985                                                          | Osvaldo de Jesus Ferreira  | Brasil   |              |                             |          |              | Jesus Ferreira bicampeão                                                     |
| 1984                                                          | Osvaldo de Jesus Ferreira  | Brasil   |              |                             |          |              |                                                                              |
| 1983                                                          | José Antonio de Souza      | Brasil   |              |                             |          |              |                                                                              |
| 1982                                                          | Cláudio Ribeiro            | Brasil   |              |                             |          |              | Ribeiro bicampeão                                                            |
| 1981                                                          | Antonio Silveira           | Brasil   |              |                             |          |              |                                                                              |
| 1980                                                          | Cláudio Ribeiro            | Brasil   |              |                             |          |              |                                                                              |
| 1979                                                          | Moacir Marconi             | Brasil   |              |                             |          |              |                                                                              |
| 1978                                                          | Nelson José Gomes          | Brasil   |              |                             |          |              |                                                                              |
| 1977                                                          | Antonio M. Mendonça        | Brasil   |              |                             |          |              |                                                                              |
| 1976                                                          | Vicente Pimentel Dias      | Brasil   |              |                             |          |              | Pimental Dias bicampeão                                                      |
| 1975                                                          | Vicente Pimentel Dias      | Brasil   |              |                             |          |              | Percurso é de 4800 metros                                                    |